# Ahmed Nazif
Ahmed Nazif (ar:أحمد نظيف), né le 8 juillet 1952 à Alexandrie, est un homme d'État égyptien membre du Parti national démocratique. Il est Premier ministre du 14 juillet 2004 au 28 janvier 2011.

## Biographie

### Carrière politique
Nazif a dirigé un gouvernement de tendance néo-libérale, qui a cherché entre autres à réduire l'inflation et à réduire les droits de douane en accord avec les exigences de l'OMC.
Il engage des privatisations tandis que l’économie informelle prend une place croissante dans le pays.
Avant son entrée au gouvernement, il était professeur d'ingénierie à l'Université du Caire. Il est de confession sunnite.
À la suite de la révolution égyptienne de 2011, il est arrêté le 10 avril pour « gaspillage de fonds publics ». La Haute cour administrative du Caire le condamne le 28 mai à une première amende de 40 millions de livres égyptiennes (environ 4,7 millions d'euros), pour avoir donné son accord à la coupure d'Internet et des réseaux de téléphonie mobile  à partir du 28 janvier et pendant sept jours consécutifs,.
Le 13 septembre 2012, Ahmed Nazif est condamné à trois ans de prison pour enrichissement personnel et transactions illégales et d'une amende de 9 millions de livres égyptiennes (un million d'euros environ).